# Давид Лафата
Давид Лафата (чеськ. David Lafata, нар. 18 вересня 1981, Чеські Будейовиці) — чеський футболіст, нападник збірної Чехії та клубу «Бауміт» (Яблонець).

## Клубна кар'єра
Вихованець юнацьких команд футбольних клубів «Олешник» та «Динамо» (Чеські Будейовиці).
У дорослому футболі дебютував 1999 року виступами за команду клубу «Динамо» (Чеські Будейовиці), в якій провів шість сезонів, взявши участь у 122 матчах чемпіонату. Частину 2002 року провів, виступаючи на умовах оренди у складі команди клубу «Височина».
2005 року перебрався до Греції, уклавши контракт з місцевим клубом «Шкода Ксанті». Однак вже за рік Лафата повернувся до Чехії, приєднавшись до складу команди «Яблонець».
2007 року уклав контракт з клубом віденською «Аустрією», у складі якого провів наступний сезон своєї кар'єри гравця. Граючи у складі віденської «Аустрії» здебільшого виходив на поле в основному складі команди.
До складу клубу «Бауміт» (Яблонець) повернувся 2008 року. Після повернення встиг відіграти за команду з Яблонця-над-Нісою понад 100 матчів в національному чемпіонаті.

## Виступи за збірні
1996 року дебютував у складі юнацької збірної Чехії, взяв участь у 24 іграх на юнацькому рівні, відзначившись 8 забитими голами.
Протягом 2000–2003 років залучався до складу молодіжної збірної Чехії. На молодіжному рівні зіграв у 19 офіційних матчах, забив 3 голи.
2006 року дебютував в офіційних матчах у складі національної збірної Чехії. Наразі провів у формі головної команди країни 15 матчів, забивши 2 голи.

## Титули і досягнення
- Володар кубка Австрії (1):

«Аустрія»: 2006-07
- Чемпіон Чехії (1):

«Спарта»: 2013-14
- Володар кубка Чехії (1):

«Спарта»: 2013-14
- Володар Суперкубка Чехії (1):

«Спарта»: 2014
- Найкращий бомбардир чемпіонату Чехії (6):

2010–11, 2011-12, 2012-13, 2014-15, 2015-16, 2016-17